# Pfarrhof (Ernsgaden)

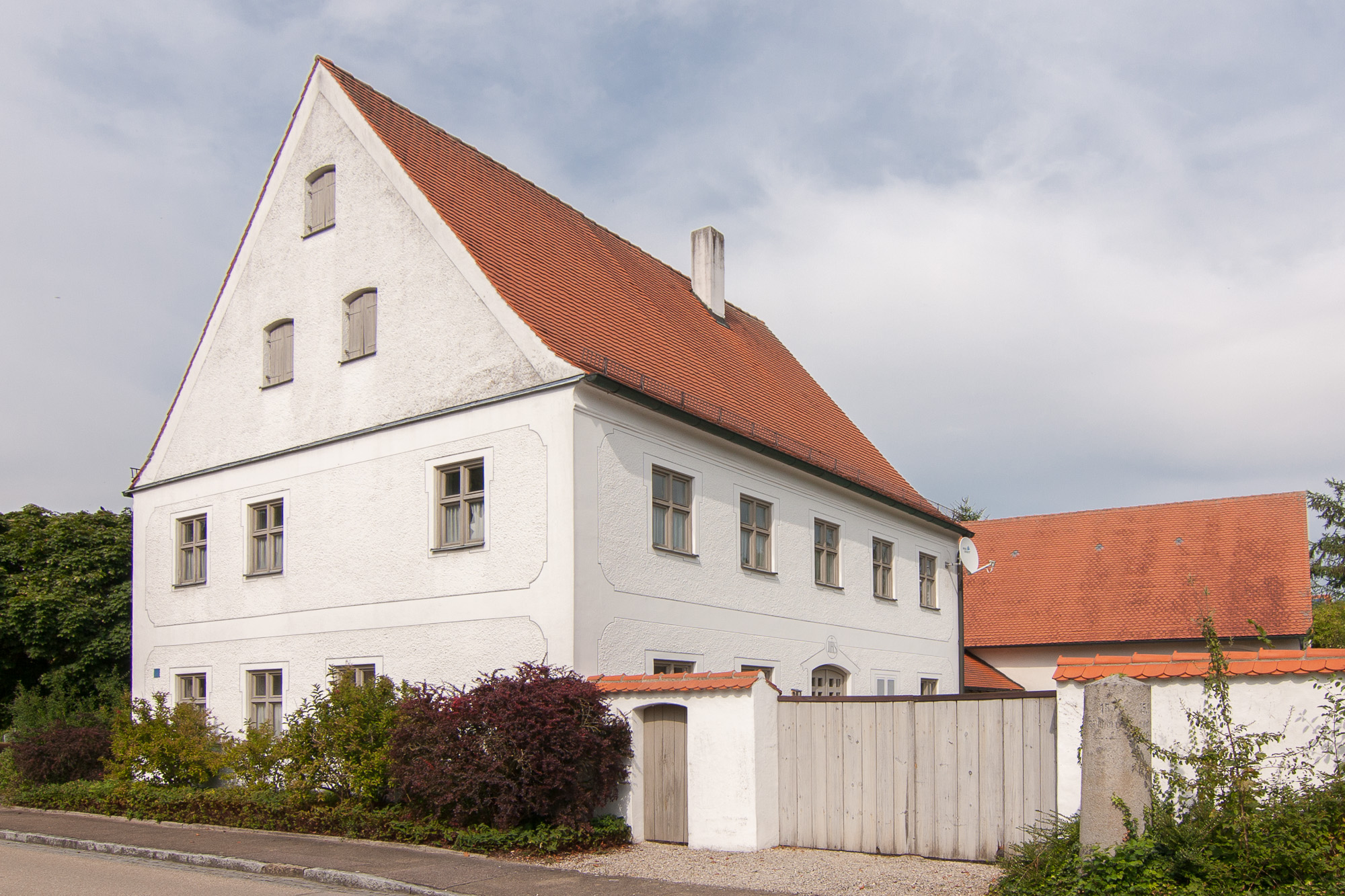
Pfarrhaus in Ernsgaden

Der Pfarrhof der katholischen Pfarrgemeinde St. Laurentius in Ernsgaden, einer Gemeinde im oberbayerischen Landkreis Pfaffenhofen an der Ilm, wurde 1730 errichtet. Der Pfarrhof an der Pfarrstraße 1 ist ein geschütztes Baudenkmal.
Der zweigeschossige, verputzte Steilsatteldachbau in Ecklage mit Putzgliederung besitzt drei zu vier Fensterachsen.
Das Ökonomiegebäude ist ein erdgeschossiger, verputzter Steilsatteldachbau aus der gleichen Bauzeit.